# 山本旗六
山本 旗六（やまもと きろく、1968年12月6日 - ）は、広島県安芸郡出身の、日本の柔道選手である。階級は86kg級。身長177cm。

## 経歴
小学校2年の時に兄とともに野坂道場で柔道を始めた。
近代福山高校へ進むと、2年の時には同級生の三谷浩一郎や葉山充などとともに活躍して、高校選手権の団体戦で3位となった。3年の時には金鷲旗の決勝で世田谷学園高校と対戦すると両チームとも引き分けが続いて延長戦まで縺れ込むが、相手エースの石田輝也に山本が判定負けを喫して優勝はならなかった。続くインターハイ団体戦でも決勝で世田谷学園高校と対戦して山本をはじめ他の部員は引き分けるも、三谷が石田に合技で敗れたため1-0で2位に終わった。
1987年には葉山とともに日本大学へ進学すると、1年の時には正力杯の86kg級で3位となった。2年の時には正力杯の決勝で東海大学の小林速人を破って初優勝を飾った。正力国際では決勝で東ドイツのアクセル・ローベンシュタインを谷落の技ありで破って優勝した。3年の時には講道館杯で3位となった。初出場となった全日本選手権では予想外の活躍で準決勝まで進むが、明治大学の小川直也に小外刈で敗れるも、86㎏級の選手ながら3位入賞を果たした。体重別でも3位になった。正力杯では決勝で日体大の佐藤博信を破って2連覇を達成した。4年の時には体重別で決勝まで進むがダイコロの岡田弘隆に敗れて2位だった。正力杯でも決勝で明治大学の石田輝也に敗れて3連覇はならなかった。
1991年にはJRAの所属となると、実業個人選手権で2位となった。

## 戦績
- 1986年 -　高校選手権　団体戦　3位
- 1986年 -　金鷲旗　2位
- 1986年 -　インターハイ　団体戦　2位
- 1987年 -　正力杯　3位
- 1988年 -　正力杯　優勝
- 1989年 -　正力国際　優勝
- 1989年 -　講道館杯 3位
- 1989年 -　全日本選手権　3位
- 1989年 -　体重別　3位
- 1989年 -　正力杯　優勝
- 1990年 -　体重別　2位
- 1990年 -　正力杯　2位
- 1991年 -　実業個人選手権　2位

(出典、JudoInside.com)。